# Zener-Effekt

I-U-Kennlinien von Z-Dioden. Zener- und Avalanche-Durchbruch im linken unteren Quadranten.

Der Zener-Effekt, nach seinem Entdecker Clarence Melvin Zener (1905–1993) benannt, ist das Auftreten eines Stroms (Zener-Strom) in Sperrrichtung bei einer hoch dotierten Halbleitersperrschicht durch freie Ladungsträger.
Die Grundlage für den Zener-Effekt ist eine durch Vorspannung hervorgerufene gegenseitige Verschiebung der Energiebänder im p-dotierten und im n-dotierten Bereich. Diese Verschiebung geht so weit, dass unbesetzte Zustände im Leitungsband die gleiche Energie haben wie besetzte Zustände im Valenzband. Durch diese Annäherung ist es Elektronen mit einer gewissen Wahrscheinlichkeit möglich, ohne Energieaufnahme aus dem Valenzband in das Leitungsband zu gelangen (Tunneleffekt).
Die für den „Zener-Durchbruch“ notwendige Mindestspannung wird als Zener-Spannung oder als Z-Spannung bezeichnet. Bei Siliziumdioden liegt die Zener-Spannung etwa zwischen 2 V und 5,5 V.
Technisch genutzt wird dieser Effekt bei so genannten Z-Dioden. Bei Schwellspannungen unter 5,5 V überwiegt dabei der Zener-Effekt, bei Spannungen darüber überwiegt der Lawinen- oder Avalanche-Durchbruch. Dioden mit Durchbruchsspannungen über 5,5 V werden umgangssprachlich aber falsch als Zenerdioden bezeichnet. Als übergreifende Bezeichnung hat sich der Begriff „Z-Dioden“ etabliert.
Der Zener-Durchbruch tritt in hochdotierten p-n-Übergängen auf. Durch die hohe Dotierung ist die gebildete Raumladungszone sehr dünn, Voraussetzung für den Tunneleffekt. Der bei einer bestimmten Z-Diode basierend auf dem Zener-Durchbruch vorhandene negative Temperaturkoeffizient liegt im Bereich um −3 mV/K, ist weitgehend unabhängig von der Höhe der konkreten Durchbruchspannung der Z-Diode und verringert die Durchbruchspannung bei steigender Temperatur.